# Цюйфу
Цюйфу (кит.: 曲阜) — міський повіт у Китаї (міський округ Цзінін, провінція Шаньдун), найважливіший центр конфуціанства. Цюйфу — батьківщина філософа Кун-цзи, більш відомого як Конфуцій. У місті знаходяться три святині Вчителі Куна, відомих як особняк родини Конфуція 孔府 (Kong Family Mansion) або Палац «Яньшенгун» (титул нащадків Конфуція, див. Duke Yansheng), Храм Конфуція і цвинтар Кунлінь, на якому похований сам Конфуцій і тисячі його нащадків. Ці об'єкти входять до списку світової культурної спадщини ЮНЕСКО.

## Клімат
Місто знаходиться у зоні, котра характеризується вологим субтропічним кліматом. Найтепліший місяць — липень із середньою температурою 27.1 °C (80.8 °F). Найхолодніший місяць — січень, із середньою температурою -0.9 °С (30.4 °F).
| Клімат Цюйфу            | Клімат Цюйфу | Клімат Цюйфу | Клімат Цюйфу | Клімат Цюйфу | Клімат Цюйфу | Клімат Цюйфу | Клімат Цюйфу | Клімат Цюйфу | Клімат Цюйфу | Клімат Цюйфу | Клімат Цюйфу | Клімат Цюйфу | Клімат Цюйфу |
| Показник                | Січ.         | Лют.         | Бер.         | Квіт.        | Трав.        | Черв.        | Лип.         | Серп.        | Вер.         | Жовт.        | Лист.        | Груд.        | Рік          |
| Середня температура, °C | −0,9         | 1,4          | 7,5          | 14,5         | 20,3         | 25,3         | 27,1         | 26,3         | 21,1         | 15,2         | 7,8          | 1,2          | 13,9         |
| Норма опадів, мм        | 9            | 9.9          | 19.6         | 38           | 42.4         | 86.5         | 222.8        | 143.5        | 67.6         | 35.7         | 19.7         | 10.9         | 705.6        |
| Днів з опадами          | 2,8          | 4,2          | 4,5          | 7,3          | 5,7          | 8,1          | 14,4         | 11,3         | 8,2          | 6,4          | 6,4          | 4,1          | 83,4         |
| Вологість повітря, %    | 57           | 57.6         | 54.6         | 55.6         | 56.1         | 60           | 77.1         | 78.1         | 70.6         | 66.2         | 62.4         | 59.2         | 62.9         |
| ----------------------- | ------------ | ------------ | ------------ | ------------ | ------------ | ------------ | ------------ | ------------ | ------------ | ------------ | ------------ | ------------ | ------------ |
| Джерело: Weatherbase    |              |              |              |              |              |              |              |              |              |              |              |              |              |

## Галерея

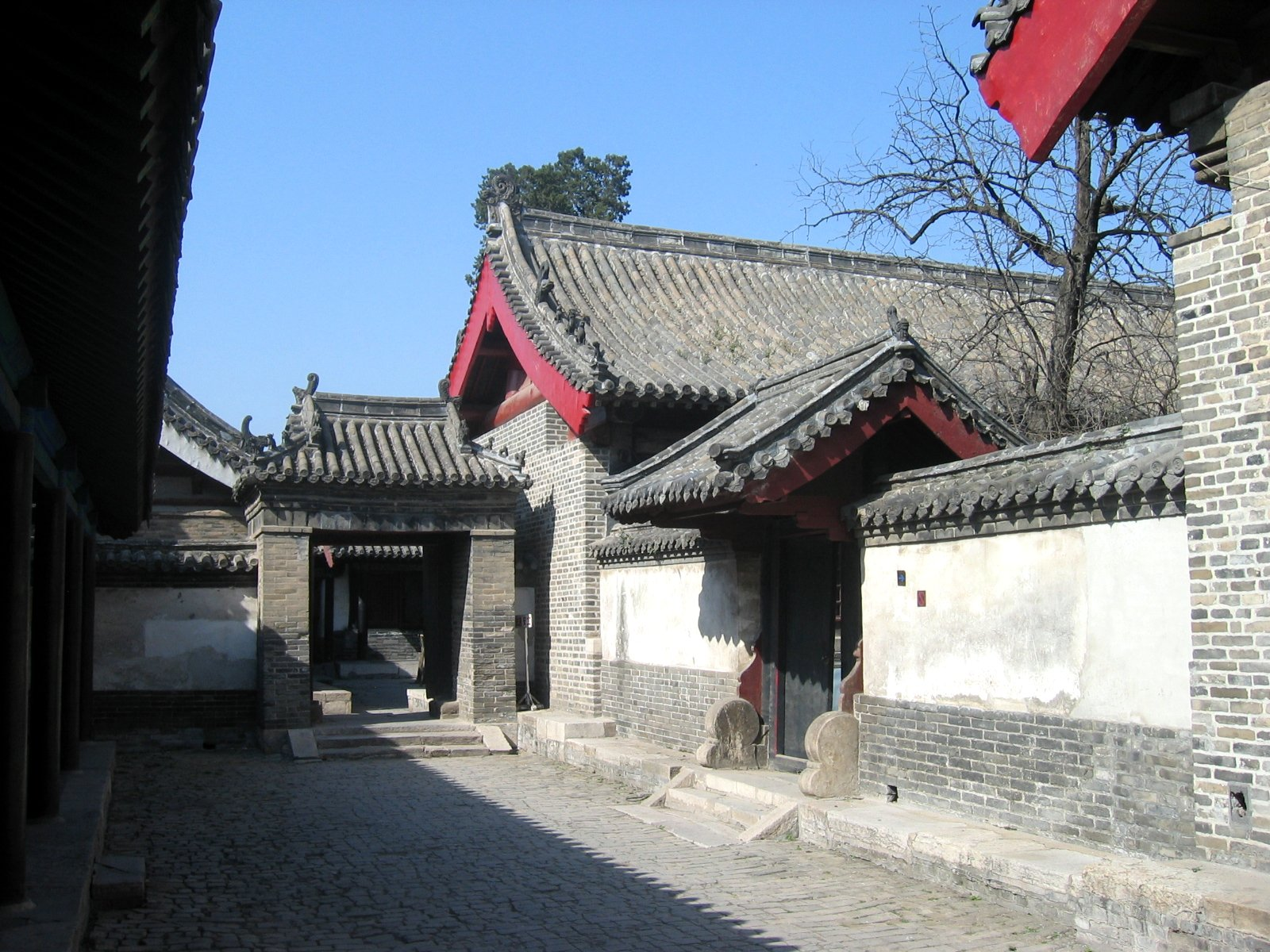
Старовинні будиночки нащадків Конфуція
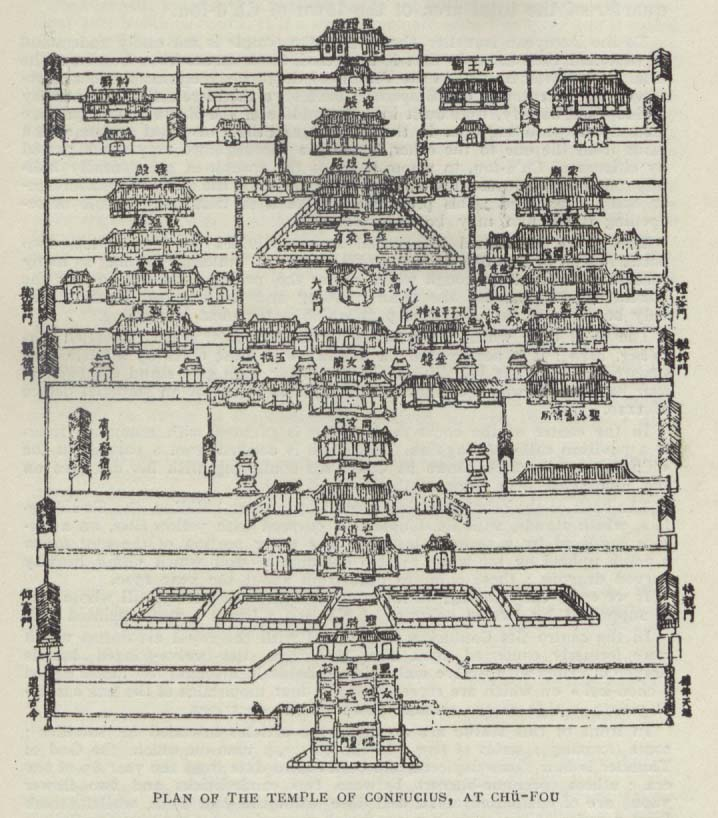
План храму Конфуція в 1912
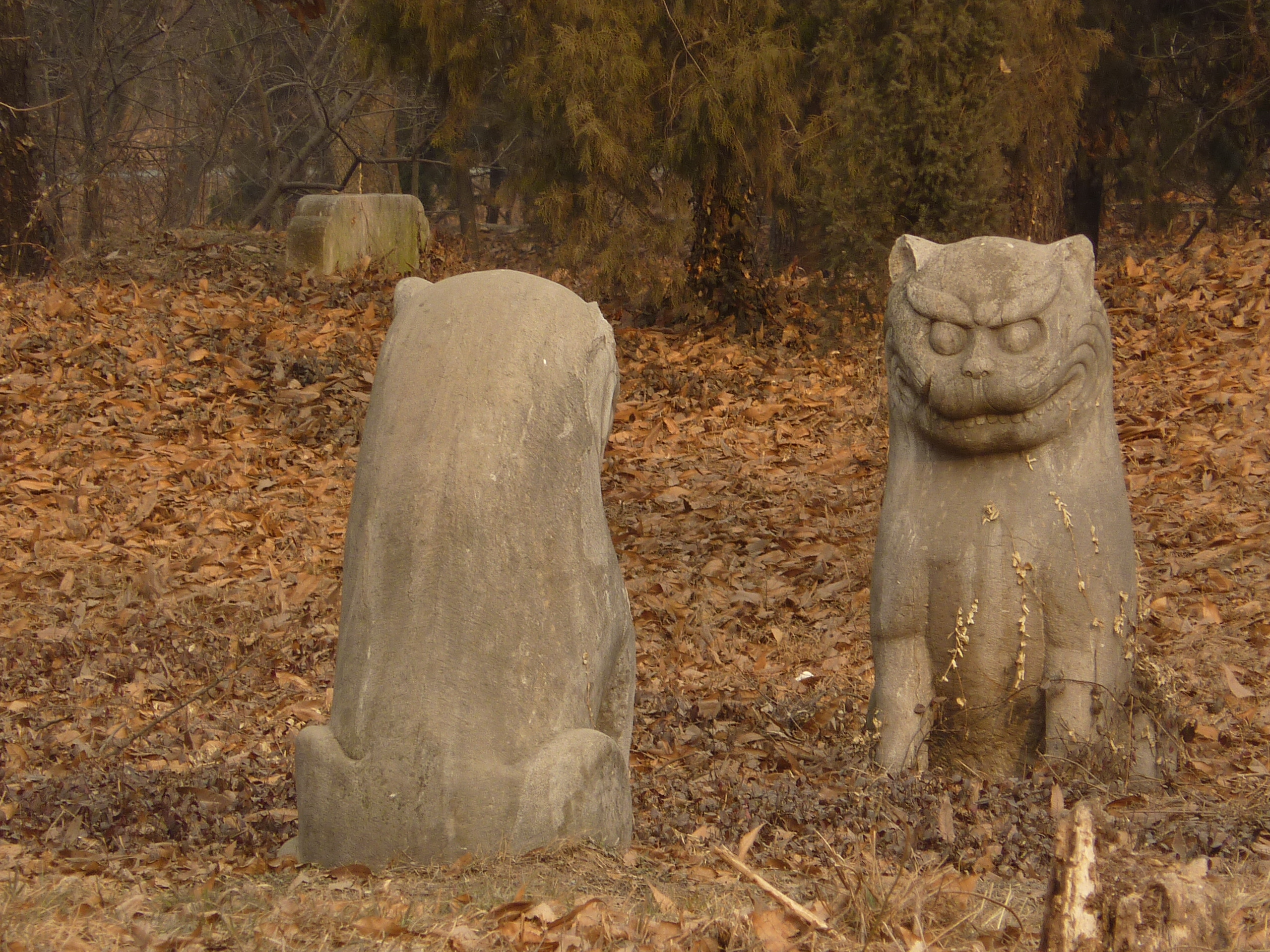
Звірі котячої породи біля могили Кун Чженьганя (нащадка Конфуція в 64-му поколінні) - частина стандартного набору зберігачів поховань феодальних правителів Цюйфу
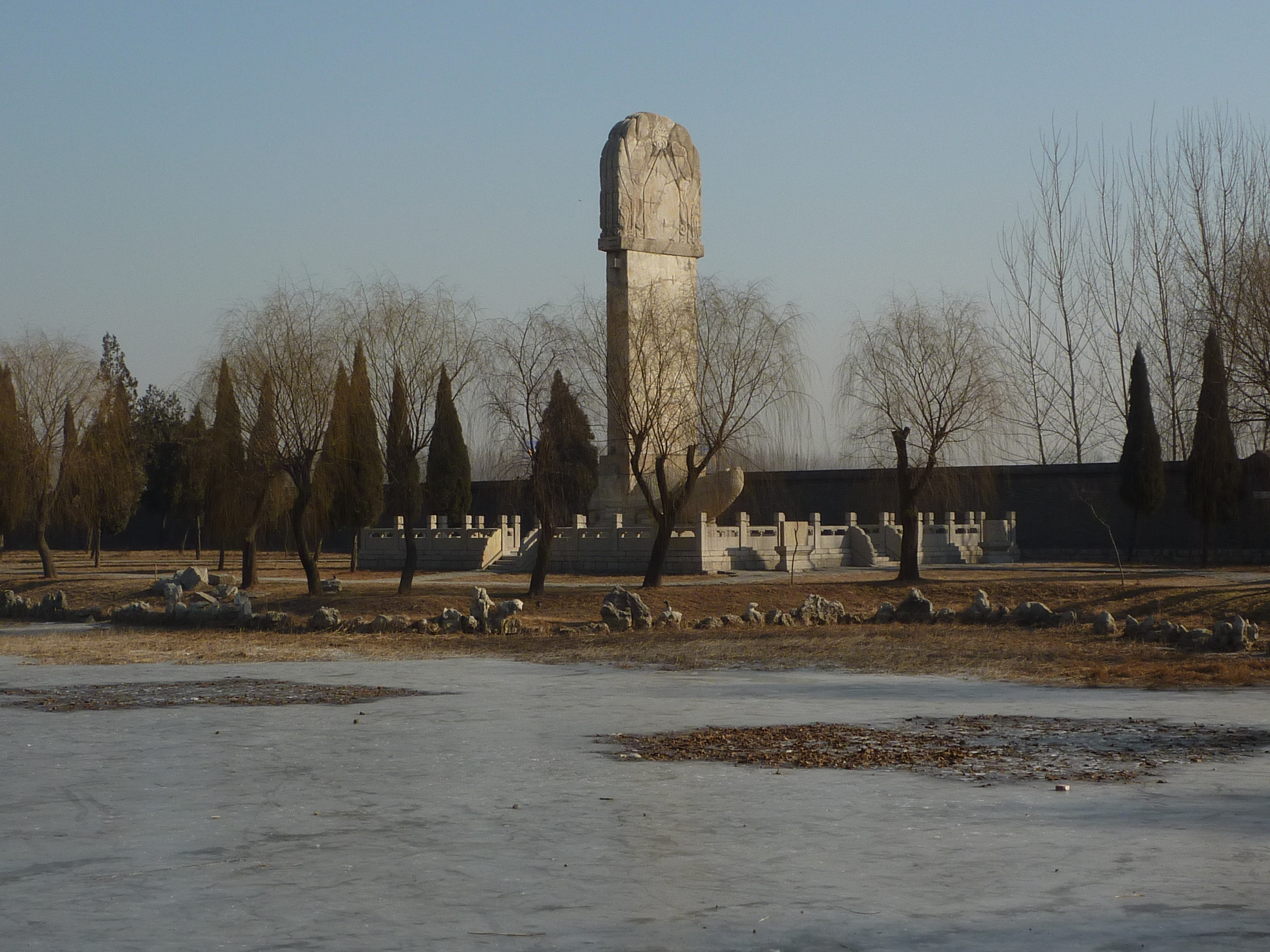
Шоу Цю, батьківщина легендарного  Жовтого імператора
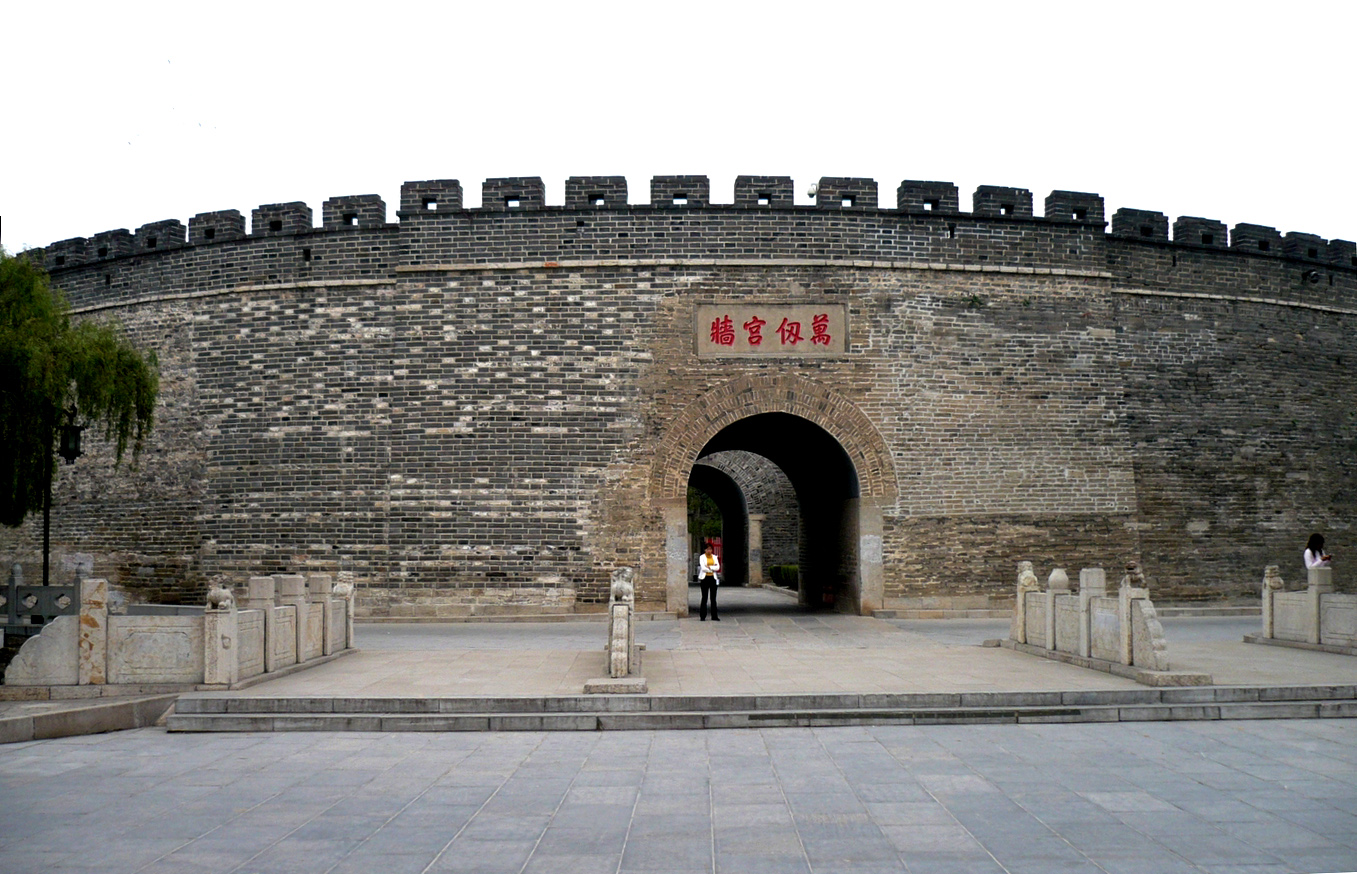
Південні ворота міської стіни